# Beyond The Wall
Ne doit pas être confondu avec Beyond the Wall (film, 2022).
Albums de Kenny Garrett
Standard of Language
(2003) Sketches of MD
(2008)
Beyond the Wall  est un album du saxophoniste de jazz Kenny Garrett paru en 2006.

## Présentation
Beyond the Wall est un album de Kenny Garrett marqué par une influence musicale asiatique, notamment dans le titre Tsunami Song. Celle-ci est visible dès la boite du CD, le titre faisant écho à la Grande Muraille de Chine, en arrière-plan sur le boitier. Cependant, on remarque également l'importance des voix, qui prennent un véritable rôle instrumental, tel un rythme de fond comme dans Realization.
Kenny Garrett interprète "Tsunami Song" au piano, il est accompagné par Guowei Wang (erhu), Jonathan Gandelsman (violon), Neil Humphrey (violoncelle), Susan Jolles (harpe), Robert Hurst (basse), Brian Blade (batterie) et Ruggero Boccato (percussions).
L'album est dédié au pianiste McCoy Tyner.

## Titres
Toutes les compositions sont de Kenny Garrett.
1. "Calling" (9:37)
2. "Beyond the Wall" (7:33)
3. "Qing Wen" (9:46)
4. "Realization (Marching Towards the Light)" (6:10)
5. "Tsunami Song" (4:47)
6. "Kiss to the Skies" (9:40)
7. "Now" (11:48)
8. "Gwoka" (9:14)
9. "May Peace Be Upon Them" (8:15)

## Musiciens
- Kenny Garrett - saxophone alto
- Pharoah Sanders - saxophone ténor
- Mulgrew Miller - piano
- Robert Hurst - basse
- Brian Blade - batterie
- Ruggero Boccato - percussions
- Bobby Hutcherson - vibraphone
- Nedelka Echols - chant
- Guowei Wang - erhu
- Jonathan Gandelsman - violon
- Neil Humphrey - violoncelle
- Susan Jolles - harpe
- Genea Martin, Kevin Wheatley,Arlene Lewis, Geovanti Steward, Dawn Caveness - chant